# Reithrodontomys fulvescens
Reithrodontomys fulvescens е вид бозайник от семейство Мишкови (Muridae).

## Разпространение
Видът е разпространен в Гватемала, Мексико, Никарагуа, Салвадор, САЩ (Аризона, Арканзас, Канзас, Луизиана, Мисисипи, Мисури, Ню Мексико, Оклахома и Тексас) и Хондурас.